# Fitosociologia

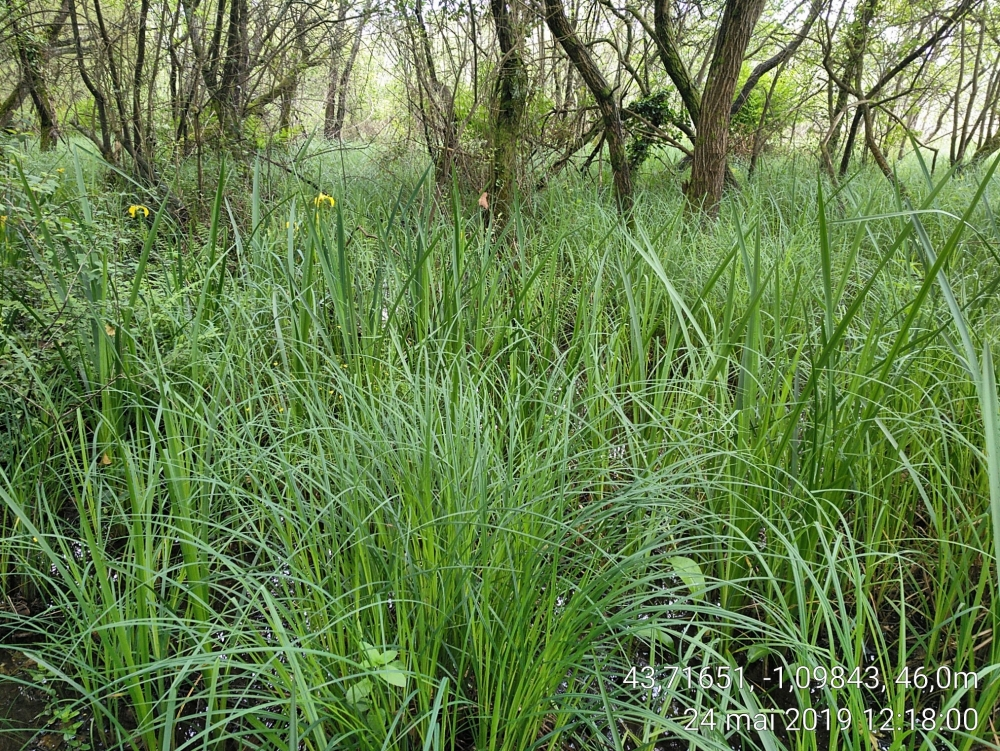

La fitosociologia és la branca de la ciència que tracta de les comunitats vegetals, la seva composició i el seu desenvolupament, i de les relacions entre les espècies que les componen. Un sistema fitosociològic és el que es dedica a classificar aquestes comunitats. El terme "fitosociologia" va ser creat pel botànic polonès Józef Paczoski l'any 1896.
Així s'arriba a confeccionar una sistemàtica de les comunitats vegetals (sintaxonomia) anàloga a la que existeix per classificar les espècies (taxonomia).
L'escola fitosociològica que ha predominat als Països Catalans és la de Zuric-Montpellier o sigmatista, el pare de la qual va ser el botànic Josias Braun-Blanquet.
La unitat bàsica del sistema és l'associació. Hom agrupa les associacions en una unitat d'abast més ample anomenada aliança, a son torn, les aliances s'agrupen en ordres, i aquests en classes i aquestes en divisions, formant així un sistema jerarquitzat. Aquesta jerarquirtzació no segueix criteris evolutius (com és el cas de la taxonomia d'espècies, que segueix vincles parentius), sinó fisiognòmics i ecològics, és a dir, segueix els vincles que proporciona la dinàmica de la vegetació (successió i regressió) amb les formes vitals que la colonitzen (herbes, arbusts, arbres).
Els inventaris serveixen per caracteritzar les unitats bàsiques d'aquesta classificació (les associacions). És el que anàlogament hom fa amb les mostres d'espècimens per caracteritzar les espècies. Així, igual que existeixen espècies tipus, també existeixen inventaris tipus.
Vegeu:
- Astragalo Balearici-Teucrietum Mari
- Rhamno-Quercion Cocciferae